# Jacqueline Lemay
 (avril 2011).
Si vous disposez d'ouvrages ou d'articles de référence ou si vous connaissez des sites web de qualité traitant du thème abordé ici, merci de compléter l'article en donnant les références utiles à sa vérifiabilité et en les liant à la section « Notes et références ».
Pour les articles homonymes, voir Lemay.
Jacqueline Lemay (née le 23 mai 1937 à Guérin, en Abitibi) est une auteur-compositeur-interprète québécoise.

## Carrière
Sa carrière musicale a débuté en 1954, à l'âge de 17 ans, alors qu'elle enseigne à Rouyn-Noranda et qu'elle est sur les traces de son frère aîné, Jérôme.
Elle chante partout au Canada. En 1962, elle lance son premier album « Compagnon » sur étiquette Radio-Marie. Ensuite, elle signe chez Sony Music pour lancer son deuxième album « Un long voyage » en 1968. Elle fait une très, très longue pause pour revenir en 1977 avec son troisième album « La moitié du monde est une femme ». Elle enregistre ensuite deux albums avec Édith Butler et Angèle Arsenault, le premier est intitulé « C'est la récréation » (lancé en 1978), le deuxième s'intitule « Barbichon barbiché » (lancé en 1981). Ces albums lui mériteront, avec Édith Butler, tous les deux le Félix à l'ADISQ.
Elle prend ensuite une pause de 9 années et lance, en 1989, son troisième album solo, « Des succès inoubliables », qu'elle publie sur étiquette Les Éditions de l'Échelle. Son quatrième album, « Présences », est lancé en 1991 toujours sur étiquette Les Éditions de l'Échelle. Après la sortie de l'album, elle fonde une étiquette sœur des Éditions de l'Échelle conçu exclusivement pour les enfants, Projets Éducatifs Route Claire. Elle enregistre avec la participation d'Édith Butler les albums « Mon Folklore - La richesse d'un héritage » : Volume 1 (lancé en 1992), Volume 2 (lancé en 1993) et Volume 3 (lancé en 1994). Au moment du lancement de ces albums, elle enregistre aussi « Tendre Mélodies » qui sera lancé en 1993, la même année que « Mon Folklore - La richesse d'un héritage ». Elle lance en 1995 son cinquième album, « Lumière sur mes pas », suivi en 1998 de son sixième album, « Écris-moi un mot ». Elle lance également « Un chat en pyjama » (1999) et « Drôles d'animaux! » (2001).

## Discographie
- 1962: Compagnon (Radio-Marie) NDC-CD-336203
- 1968: Un long voyage (Columbia) FLK-336
- 1977: La moitié du monde est une femme (SPPS) 11902
- 1978: Lemay, Arsenault et Butler - C'est la récréation (SPPS) 19903
- 1981: Lemay, Arsenault et Butler - Barbichon Barbiché (SPPS) 19904
- 1989: Des succès inoubliables (Éditions de l'Échelle) EEJL-4-007
- 1991: Présences (Éditions de l'Échelle) EEJL-CD-011
- 1992: Un temps de paix (SCDM) SD-CD-014
- 1992: Lemay et Butler - Mon Folklore, Vol. 1 (Route Claire) RC-4-003 (Réalisé avec Édith Butler)
- 1993: Lemay et Butler - Mon Folklore La richesse d'un héritage, Vol. 2 (Route Claire) RC-CD-006 (Réalisé avec Édith Butler)
- 1993: Tendre Mélodies (Route Claire) RC-CD-005
- 1994: Lemay et Butler - Mon Folklore La richesse d'un héritage, Vol. 3 (Route Claire) RC-CD-007 (Réalisé avec Édith Butler)
- 1995: Lumière sur mes pas (SCDM) SD-CD-017
- 1998: Écris-moi un mot (Éditions de l'Échelle) EEJL-CD-019
- 1999: Un chat en pyjama (ERPI/Projets Éducatifs Route Claire) PERC-10351-2 (également disponible sur cassette PERC-10351-4)
- 2001: Drôles d'animaux! (ERPI) PERC-10352-2 (également disponible sur cassette PERC-10352-4)